# San-Gavino-di-Fiumorbo
 San-Gavino-di-Fiumorbo  là một xã ở tỉnh Haute-Corse trên đảo Corse, Pháp. Xã này có diện tích 22,17 km², dân số năm 1999 là 209 người. Khu vực này có độ cao trung bình 460 mét trên mực nước biển.